# 对跖点 (数学)

两点P和P （红色）是对映的，因为它们是直径PP的端点，直径 PP ' 是轴a （紫色）穿过球心O （黑色）的一段。 P和P是大圆g （绿色）的极点，其各点之间的距离相等（具有中心直角）。任何经过两极的大圆s （蓝色）都是次于g的。

在数学中，如果球面（或n 维球面，包括圆）上的两点是直径的端点，则这两点被称为对映点或直径相对点。直径是球面上两点之间通过球心的直线段。 
给定球体上的任意一点，其对映点都是距离最远的唯一点，无论是内在测量（球体表面的大圆距离）还是外在测量（球体内部的弦距离）。球面上每个经过某一点的大圆也经过该点的对跖点，并且有无数个大圆经过一对对跖点（不同于任何非对跖点对的情况，它们都有一个唯一的大圆经过这两个点）。球面几何中的许多结果取决于选择非对跖点，如果允许对跖点，则结果会退化；例如，如果两个顶点是对跖点，则球面三角形会退化为未指定的月牙形。
与给定点相对的点称为其对跖点，源自希腊语 （ antípodes ）意为“对立的脚”。有时会去掉s ，这就形成antipode ，即逆构词法。

## 高等数学
对跖点的概念可以推广到任意维度的球体：如果球体上的两点通过中心相对，那么它们就是对跖点。通过中心的每条线与球体相交于两个点，每条从中心发出的射线与球体相交于一个点，这两个点是对立的。
博尔苏克-乌拉姆定理是代数拓扑处理此类点对的结果。它表示任何连续函数{\displaystyle S^{n}}到{\displaystyle \mathbb {R} ^{n}}映射一些对映点{\displaystyle S^{n}}到同一点{\displaystyle \mathbb {R} ^{n}.}这里， {\displaystyle S^{n}}表示{\displaystyle n}-dimensional球体和{\displaystyle \mathbb {R} ^{n}}是{\displaystyle n}-dimensional实坐标空间。
对跖点地图{\displaystyle A:S^{n}\to S^{n}}将球体上的每个点发送到其对跖点。如果点{\displaystyle n}-sphere以欧几里得坐标表示为球体中心的位移矢量{\displaystyle (n+1)}-space,则两个对映点由加法逆元表示{\displaystyle \mathbf {v} }和{\displaystyle -\mathbf {v} ,}对映体图可以定义为{\displaystyle A(\mathbf {x} )=-\mathbf {x} .}当同倫恆等函數 {\displaystyle n}是奇数，当{\displaystyle n}是偶数。其度为{\displaystyle (-1)^{n+1}.}
如果确定了对跖点（视为等价），则球面成为实射影空间的模型。